# Perth Oval
Das Perth Oval ist ein Cricket-, Rugby- und Fußballstadion in der Stadt Perth im australischen Bundesstaat Western Australia. Die Anlage trägt derzeit den Sponsorennamen HBF Park, nach dem HBF Health Fund.

## Geschichte und Nutzung
Erbaut wurde das Stadion im Jahr 1910. Renovierungen fanden in den Jahren 2004 und 2010 statt. Die Freiluftarena wird für gleichermaßen Sport- und Konzertveranstaltungen genutzt. Die Spielstätte ist Austragungsort von Rugby-, Fußball- und Cricket-Spielen. So ist das Perth Oval der Heimspielstätte der Vereine East Perth Football Club, Western Force und Perth Glory. Auch Konzerte international bekannter Künstler wie Eric Clapton, Ed Sheeran, Elton John oder der Eagles fanden hier statt. Die Kapazität des Sportstadions liegt für Konzerte bei rund 32.000 Plätzen und bei etwa 20.500 für Sportveranstaltungen und Turniere.
Das Perth Oval wurde als eines von zehn Stadien für die Fußball-Weltmeisterschaft der Frauen 2023 ausgewählt.